# Jean-Daniel Cadinot
Jean-Daniel Cadinot född 10 februari 1944 i Paris och död 23 april 2008 var en fotograf, regissör och producent av homosexuella pornografiska filmer.

## Filmografi
| - Tendres adolescents (1980) - Stop (1980) - Hommes de Chantier (1980) - Garçons de Rêves (1981) - Les Hommes préfèrent les Hommes (1981) - Scouts (1981) - Aime … comme Minet (1982) - Garçons de Plage (1982) - Sacré Collège (1983) - Age Tendre et Sexes Droits (1983) - Charmants Cousins (1983) - Harem (1984) - Le Jeu de Pistes (1984) - Les Minets Sauvages (1984) - Stop Surprise (1984) - Top Models (1985) - Classe de Neige (1985) - Le Voyage à Venise (1986) - Sous le signe de l'étalon (1986) - Le Garçon Près De La Piscine (1986) - L'Amour Jaloux (1986) - Escalier de Service (1987) - Deuxième Sous-sol (1987) - Chaleurs (1987) - Séance Particulière (1988) - Pension Complète (1988) - La Main Au Feu (1989) - Le Désir En Ballade (1989) - Crash Toujours (1989) - Service Actif (1990) - Le Coursier (1990) - Service Actif II (1991) - La Maison Bleue (1992) - Gamins de Paris (1992) - Tequila (1993) | - L'Expérience Inédite (1993) - Corps d'Élite (1993) - Paradisio Inferno (1994) - Musée Hom (1994) - Les Minets de L'Info (1994) - Maurice Et Les Garçons (1994) - Garçons d'Étage (1995) - Pressbook (1996) - Garçons d'Étage II (1996) - Désirs Volés (1996) - Coup de Soleil (1996) - Techno Boys (1997) - L'Insatiable (1997) - Sortie de Secours (1998) - Macadam (1998) - Etat d'Urgence (1998) - Squat (1999) - Safari City (1999) - S.O.S. (1999) - Sans Limite (2000) - Double En Jeu (2000) - C'est la vie! (2000) - Mon Ami, mes Amants (2002) - Cours Privés (2002) - Crescendo (2003) - Hammam (2004) - Secrets de Famille (2004) - Nomades (Bazaar Hotel) (2005) - Plaisirs d'Orient (2005) - Portes du Désir (Nomades III) (2006) - Princes Pervers (Nomades IV) (2006) - Parfums erotiques (2007) - Trésors Secrets (2007) - Duos de Choc (2008) - Subversion (2008) - Le Culte d'Eros (2009) |  |